# Основни борбени тенк
Основни или главни борбени тенк модерна је категорија оклопних возила која се заснива на карактеристикама и употреби тенка. Појам је настао током Хладног рата као одговор на развитак нових врста оклопних возила и нових стратегија њиховог коришћења. Основни борбени тенкови представљају један од кључних елемената копнене војске и саставни су део модерних армија.

## Појам и порекло
Основни или главни борбени тенк извршава широк спектар борбених задатака. Опремљен је за фронтовску, противоклопну, борбу против пешадије а ограничено и против нисколетећих ваздухоплова. Главни борбени тенк дејствује у дубокој позадини, опремљен је комуникационим и оптичким уређајима који омогућавају садејство са другим јединицама као и дејство у погоршаним и ноћним условима. Ово је релативно млад концепт, настао током Хладног рата као потреба за класификацијом модернијих оклопних возила.
Током и пре Другог светског рата тенк се као возило категорисао по тежини и наоружању које је поседовао. Тако су у периоду између два светска рата тенкови у Великој Британији подељени на крстареће тенкове и пешадијске тенкове, у односу на њихову употребу. Сходно борбеној употреби тенкови су разврстани по наоружању и оклопу. Тако су крстарећи тенкови били брзи, слабије оклопљени и са лакшим наоружањем. Пешадијски су предвиђени за уништавање јако утврђених мета и тачака те су јаче оклопљени, са јачим наоружањем и кретали су се спорије. Овакав концепт се задржао до самог рата током кога су тенкови подељени на лаке, средње, тешке и супертешке тенкове. Подела се није заснивала искључиво на тежини возила већ и на борбеној употреби и постављеним задацима којима су возила намењена.

## Историја
Прва категоризација главних борбених тенкова се јавља током Хладног рата. Они су настали из концепта средњих тенкова. Ово се дешавало током раних 1960-их када су тенкови као Т-55, М-60 Патон и слични поставили нове границе у дизајну оклопних возила. Оклопна заштита, наоружање и опрема дефинисали су нову борбену употребу средњих тенкова који су тада били у могућности да са успехом дејствују против тешких тенкова. Након овог тешки тенкови се постепено избацују из борбене употребе и развоја (ако се изузму Јом Кипурски рат као и неки други локални сукоби). Са друге стране лаки тенкови остају у употреби и служе као борбена потпора пешадије, извиђачка возила и ватрене тачке.

### Хладни рат
Период непосредно по окончању Другог светског рата обележен је наставком развоја тешких тенкова. Тенкови совјетске производње као што су ЈС-2 и ЈС-3 поставили су основ за развој модернијих тешких тенкова као што је Т-10. Како је текао развој тенкова тако су се развијале и балистичке методе и већ крајем 1950-их било је евидентно да су модерни топови средњих тенкова довољно јаки да могу пробити оклоп тешких тенкова на оперативној даљини. Самим тим употреба тешких тенкова се доводи у питање. Основе за борбену употребу тешких тенкова леже у њиховом јаком оклопу који и налаже велику тежину тенка. Како је тај оклоп постао рањив од стране главног наоружања тадашњих средњих тенкова тешки тенкови се полако истискују из борбене употребе и прелазе у резерву.
У Уједињеном Краљевству основни борбени тенк се на почетку назива и универзални тенк. Први такав тенк је Центурион који је у своје време извршавао скоро све борбене задатке. У САД се развија тенк М60 Патон који ће служити у америчкој војсци све до појаве тенка М1 Абрамс. У тадашњем СССР-у се развија тенк Т-64 који ће послужити као основа развоја најсавременијих тенкова Варшавског пакта. Сви ови тенкови су осим широке борбене употребе испуњавали услове брзе и јефтине производње, лакше класификације и употребе те скоро потпуно потиснули остале врсте тенкова.

### Савремено доба
Развој главног борбеног тенка можемо поделити на више фаза. Иако не постоји консензус око самих фаза односно генерација опште прихваћена теза је да постоје три генерације основних борбених тенкова. У бившем Совјетском Савезу основни борбени тенкови су подељени у четири генерације док су тенкови до 1945. сврстани у једну генерацију. 

#### Прва генерација
У прву генерацију се уврштавају послератни тенкови до 1960-их година. По неким теоретичарима ови тенкови су предфаза основних борбених тенкова, највише због својих ограничења али и присуства тешких тенкова у армијама света. Неки од представника ове генерације су британски Центурион, совјетски Т-10, Т-54, Т-55 и амерички М46, М47 и М48 Патон тенкови.

#### Друга генерација
Друга генерација основних борбених тенкова доноси велике новине у дизајну, наоружању и оклопу. Неки теоретичари сматрају другу генерацију основном генерацијом модерних главних борбених тенкова. Најважнији представници ове генерације су британски Чифтен, израелски Меркава 1 и 2, совјетски Т-62, Т-64 и Т-72, амерички М60 Патон и немачки Леопард 1.

#### Трећа генерација
Ово је истовремено генерација најсавременијих тенкова. У односу на претходну ова генерација има веома јаку оклопну заштиту, бољу мобилност и јаче наоружање. Новине су употреба нових материјала, нових врста оклопне заштите (као што је реактивни оклоп) и савремених убојних средстава. Представници ове генерације су британски Челенџер 1 и 2, совјетски (руски) Т-80 и Т-90, амерички М1 Абрамс и други.

## Наоружање
Наоружање је једна од основних карактеристика борбених оклопних возила. Код основног борбеног тенка са оклопом чини најважнију особину и ударну моћ возила. Сваки основни борбени тенк има тенковски топ и бар један митраљез. Топ је калибра од 100 до 125 mm мада модерни основни борбени тенкови најчешће користе 120 mm (НАТО стандард) или 125 mm (совјетски стандард).